# السويدة
السويدة قرية سورية تتبع ناحية مركز مصياف في منطقة مصياف في محافظة حماة. بلغ عدد سكانها 2703 نسمة في عام 2004 حسب إحصاء المكتب المركزي للإحصاء.
تقع جنوب مصياف على الطريق العام ما بين مصياف - حمص، وهي بداية السهل الداخلي.

## التاريخ
تعتبر قرية السويدة قرية ذات تاريخ نضالي طويل ضد الاستعمار الفرنسي على سورية حيث كانت معقلا للثوار بقيادة المجاهد الشيخ صالح العلي وقد قامت الطائرات الفرنسية بقصفها أكثر من مرة. وفي قرية السويدة كان هناك لقاء بين المجاهد الشيخ صالح العلي والشهيد يوسف العظمة.
بالإضافة إلى عدد من الانتفاضات التي كانت ضد حكم الإقطاع، وكانت مكان لاجتماع الثائرين الشيخ صالح العلي وإبراهيم هنانو أيام الانتداب الفرنسي

## جغرافيا قرية السويدة
أنهار وينابيع وجبال متنوعة وتشتهر قرية السويدة بالرياح الشديدة حيث تحوي على عدد من الينابيع مثل عين الحجر في غرب القرية، وعدد من الأنهار مثل نهر الصواصيف ونهر المجيري الذين يلتقيان في منطقة شرق القرية اسمها القناطير ليشكلان مع نهر العورة نهر الساروت الذي يرفد نهر العاصي.

## اللغة
اللغة العربية هي اللغة الرسمية.

## الزراعة
قرية تتباين فيها الأراضي بين السهول الخصبة وضفاف الأنهار والجبال لذلك نجد فيها التنوع الزراعي بشكل كبير ومن أهم المزروعات القمح والزيتون والتين والكرمة واللوزيات وشتى أنواع الخضروات .

## الصناعة
تشكل الصناعة رافد مهم للاقتصاد في قرية السويدة وخاصة الصناعات العريقة والشهيرة منذ زمن بعيد مثل الحدادة ونجارة الألمنيوم بالإضافة لوجود عدد كبير من معامل البلوك، وتحوي على محطة وقود ومعصرة زيتون حديثة.

## الدين
أهل قرية السويدة مسلمون، مع وجود أقلية مسيحية.

## وصلات خارجية
- الوحدات الإدارية في محافظة حماة